# Marcelo Hermes
Marcelo Hermes (Sarandi, 1 de fevereiro de 1995) é um futebolista brasileiro que atua como lateral-esquerdo. Atualmente joga pelo Juventude.

## Carreira

### Categorias de Base
Nascido em Sarandi no interior gaúcho, começou sua história no futebol na escolinha do município de Nova Boa Vista, logo teve oportunidade de jogar futsal pelo SERCESA de Carazinho, onde além de vencer um título estadual, ganhou muita experiência. O bom desempenho o levou das quadras aos gramados, atuando durante 3 anos no Esporte Clube Vila Nova de Passo Fundo. Do Vila Nova foi jogar no Figueirense, onde permaneceu por algum tempo. Teve uma passagem muito rápida pelo Internacional, e em 2009 chegou ao Grêmio, clube onde atuou até chegar ao profissional.

### Grêmio
No final do ano de 2014 Marcelo Hermes foi chamado pelo técnico Felipão para o grupo profissional, onde treinou junto com a equipe principal do Grêmio, mas não chegou a jogar, nem ser relacionado para nenhuma partida. Foi somente em 2015, que inscrito no Gauchão 2015, recebeu sua primeira oportunidade. O atleta teve sua estréia atuando pela equipe profissional do Grêmio no dia 31 de janeiro de 2015 pela 1ª rodada do Gauchão 2015, na Arena do Grêmio em Porto Alegre, partida vencida pelos mandantes por 3–0.

### Cruzeiro
Em 2 de janeiro de 2018, Marcelo Hermes foi emprestado ao Cruzeiro por uma temporada.
Marcou seu primeiro gol com a camisa celeste na sua estreia,  numa vitoria por 2–0 sobre o Democratas-GV, no Estádio Mamudão, pelo Campeonato Mineiro de 2018.
Em 25 de janeiro de 2019, Marcelo Hermes foi contratado em definitivo pelo Cruzeiro.

### Goiás
Em 31 de janeiro de 2019 Marcelo Hermes foi emprestado ao Goiás por uma temporada.

### Retorno ao Cruzeiro
No dia 2 de janeiro de 2020, Marcelo Hermes retorna para o Cruzeiro após ter encerrado seu empréstimo com o Goiás, porém está encostado no clube, já que está fora dos planos do time do Cruzeiro. Ele está à espera de alguma proposta de transferência e/ou empréstimo de algum clube que estiver interessado em seu Futebol.

### Marítimo
No dia 23 de agosto de 2020 foi oficializado como jogador do Club Sport Marítimo.

### Ponte Preta
No dia 18 de agosto de 2021, após rescisão com o Marítimo, foi oficializado pela Ponte Preta.

## Títulos
Benfica
- Primeira Liga de Portugal: 2016–17
- Supertaça Cândido de Oliveira: 2017

Cruzeiro
- Campeonato Mineiro: 2018
- Copa do Brasil: 2018

Criciúma
- Campeonato Catarinense - Série B: 2022
- Campeonato Catarinense: 2023 e 2024
- Recopa Catarinense: 2024, 2025